# Liste der Monuments historiques in Neuwiller-lès-Saverne
Die Liste der Monument historique in Neuwiller-lès-Saverne verzeichnet alle klassifizierten und eingetragenen Monuments historiques in der elsässischen Gemeinde Neuwiller-lès-Saverne.

## Liste der Bauwerke
| Bezeichnung                                                      | Beschreibung | Standort                                                  | Kennzeichnung | Schutzstatus   | Datum          | Bild           |
| ---------------------------------------------------------------- | --- | --------------------------------------------------------- | ------------- | -------------- | -------------- | -------------- |
| Ehemalige Benediktinerabtei mit Abteikirche St-Pierre-et-St-Paul | Die ehemalige Abteikirche entstand im 12. und der ersten Hälfte des 13. Jahrhunderts. Zum ältesten Teil der Kirche gehört ein tonnengewölbter Raum unter dem Chor, der wohl im 9. Jahrhundert als Confessio für die Gebeine des hl. Adelphus errichtet wurde. Der anschließende Ausbau der Kirche ist stark von der Gotik geprägt. Zwischen 1180 und 1210 wuchs das Langhaus um zwei weitere Joche. Strebepfeiler auf den Seitenschiffen halten das erhöhte Mittelschiff. Um 1225 übernahm die Straßburger Münsterbauhütte weitere Arbeiten. So wurden den bereits bestehenden Seitenschiffmauern Arkaden auf schlanken Säulen vorgelagert, die ein prachtvolles Säulenportal einrahmen. Bis in das 18. Jahrhundert war ein Westturm vorhanden. Ab 1768 schuf Bistumsarchitekt François Pinot eine von einem breiten Turm überragte frühklassizistische Giebelfassade und erneuerte die Außenmauern des südlichen Seitenschiffs. Die Abteikirche ist eine dreischiffige Basilika mit geradem Chorschluss und mächtigem Vierungsturm. Dem Langhaus nach Westen vorgelagert ist ein mächtiges klassizistisches Portal mit einem quadratischen Turm. Dieser wird oben von einer hohen Balustrade mit Figuren auf den Eckpfeilern abgeschlossen. Dem Turm vorgelagert ist eine mächtige Blendfassade, die als Ädikula ausgeführt wurde. Der Mittelteil wird von einem typischen Dreiecksgiebel bekrönt, der von breiten Pilastern getragen wird. Außen verschlanken im oberen Teil Voluten das Bauwerk. Vom Kloster selbst sind nur Reste erhalten. So ist der Kreuzgang noch erkennbar an einem Portal mit profiliertem Gewände und sieben Blattrosetten. Im noch erhaltenen Ostflügel des Konventgebäudes ist der Kapitelsaal mit Gratgewölbe erhalten. | Rue du Général Koenig (Lage)                              | PA00084820    | Classé Inscrit | 1840 1862 1987 | weitere Bilder |
| Kapelle St-Nicolas                                               | Die Kapelle Saint-Nicolas wurde 1285 erstmals urkundlich erwähnt. Grabungen haben bewiesen, dass die Kirche wohl im 11. Jahrhundert errichtet wurde. Im 13. und 14. Jahrhundert diente sie als Grablege der Herren von Lichtenberg. Ein Bericht von 1759 beklagte den schlechten Zustand der Kapelle und erwähnt, dass sie nicht mehr für Gottesdienste genutzt wurde. Ab 1768 wurde die Kapelle wohl nach und nach abgetragen, um nördlich der Abteikirche einen großen Platz anzulegen. Bei der Neugestaltung des Platzes wurden die Grundmauern der Kapelle ausgegraben und konserviert. So ist die Grundform der Kapelle erkennbar geworden. Der rund 20 Meter lange Bau mit drei Fensterachsen und schmalen Seitenschiffen besaß ein kleines Querhaus und einen halbrunden Chor. Erhalten ist außerdem ein Sarkophag, der neben der Kirche auf dem Platz steht. | Cour du Chapître (Lage)                                   | PA00085272    | Inscrit        | 1989           | weitere Bilder |
| Alter jüdischer Friedhof                                         | Schon im 13. Jahrhundert lebten Juden in der Gemeinde Neuwiller. Spätestens seit dieser Zeit hatten die Juden auch einen eigenen Friedhof, der sich im Festungsgraben befand. Belegt wurde er wohl erstmals in der zweiten Hälfte des 13. Jahrhunderts. Von ihm sind noch zahlreiche Grab- und Namenssteine erhalten, die in einer Mauer eingefügt wurden. Die ältesten stammen aus dem Jahr 1260, die jüngsten aus der Zeit um 1550. 1877 bekam die jüdische Gemeinde einen neuen Friedhof. | Rue d’Ingwiller 5 impasse des Cigognes Rue du Cerf (Lage) | PA67000027    | Inscrit        | 1999           | weitere Bilder |
| Kirche St-Adelphe                                                | Nach seinem Tod wurde der Metzer Bischof Adelphus in der Krypta der Abteikirche St. Clemens in Metz bestattet. 826 oder 836 wurden seine Gebeine auf Anweisung des Metzer Bischofs Drogo in die Benediktinerabtei Neuwiller überführt. St-Adelphe wird erstmals 1147 als Stiftskirche erwähnt und war ursprünglich mit der Abtei als Pfarrkirche St. Johannes der Täufer verbunden. Später wurde die Kirche mit dem Adelphistift vereinigt. Um 1220 wurden die Reliquien des hl. Adelphus in die Kirche Saints-Pierre-et-Paul gebracht. 1545 setzt Graf Philipp IV. von Hanau-Lichtenberg auf seinem Territorium die Reformation durch. Anfangs nutzten die Protestanten noch die Kapelle Saint-Grégoire, doch diese wurde bald zu klein. Am 7. März 1562 drangen Protestanten in die Kirche ein und vertrieben die Stiftsherren. Damit wurde Sainte-Adelphe eine der ersten Simultankirchen des Elsass. Im Jahr 1800 erhielten die Katholiken schließlich die Abteikirche als neues Gotteshaus. Das verwaiste Querhaus von St-Adelphe wurde zum Spritzenhaus. 1835 wurde die trennende Mauer eingerissen, und die Protestanten erhielten die komplette Kirche zurück. Die dreischiffige Pfeilerbasilika besitzt ein Langhaus mit sechs Jochen und einem breit ausladenden Querhaus. Vom ehemaligen Chor sind nur äußerlich Reste erkennbar. Im Inneren schließt die Kirche heute glatt in der Flucht der östlichen Wand des Querhauses. Über der Vierung sitzt ein mächtiger Turm mit nahezu quadratischem Grundriss. Das Giebelportal wurde betont, in dem das Mittelschiff über die Seitenschiffe hinausragt. Zwei in die Fassade geschobene Rundtürmchen flankieren diesen Risalit. Über dem Eingang sitzt eine Fensterrose. Bogenfriese schmücken das Äußere der Kirche aus rotem Sandstein. Die kräftige Gewölbestruktur im Inneren wird von Arkaden getragen, die auf oktogonal abgekanteten Pfeilern ruhen. In den Seitenschiffen herrschen einfache Gratgewölbe vor. | Rue des Cigognes (Lage)                                   | PA00084821    | Classé Inscrit | 1862 1989      | weitere Bilder |
| Brunnen                                                          | Das achteckige geschwungene Brunnenbecken steht auf einem gestuften Podest. Auf dem geschwungenen Brunnenstock mit Rocailleornamenten steht ein bronzener Schwan des Straßburger Bildhauers Stephan Lamy. Erbaut wurde der Brunnen 1751/52. | Cour du Chapitre (Lage)                                   | PA00084822    | Inscrit        | 1934           | weitere Bilder |
| Hôtel de la Prévôté du Chapitre                                  | Das Gebäude wurde in der zweiten Hälfte des 18. Jahrhunderts von dem Schweizer Architekten Jacques Gallay als Dienstsitz für den Stiftspropst Michel Antoine Le Vayeur (1748–1789) erbaut. 1792 wurde das Gebäude nach der Säkularisation an Privatleute verkauft. 1795 erwarb der französische General und spätere Marschall von Frankreich Henri Clarke d’Hunebourg das Haus. Auf ihn geht die Umgestaltung des Salons im Empire-Stil mit den Malereien aus dem Jahr 1808 zurück. Der dreigeschossige Putzbau ist streng symmetrisch erbaut. Auf den ursprünglich zwei Geschossen wurde von Clarke ein Attikageschoss aufgesetzt. Lisenen und Geschossgesimse aus Sandstein gliedern den Putzbau. Die mittlere der sieben Fensterachsen ist besonders betont. Hier sitzt ein Portal mit profiliertem Gewände und Kartusche mit Initialen als Schlussstein. An den Schmalseiten des Gebäudes sitzen niedrigere, dreiachsige Anbauten. | 8 cour du Chapitre (Lage)                                 | PA00084823    | Inscrit        | 1934           | weitere Bilder |
| Rathaus                                                          | Das Rathaus wurde 1780 anstelle eines älteren Vorgängerbaus errichtet, der Sitz eines Gerichts war. Der zweigeschossige Putzbau mit Mansardwalmdach wird von einem Geschossgesims und Ecklisenen gegliedert. Im Zentrum der Schaufassade steht ein Mittelrisalit mit Dreiecksgiebel. Über dem Portal mit betontem Schlussstein sitzt ein Balkon mit schmiedeeisernem Geländer auf zwei Konsolen. | 7 rue du Général Koenig (Lage)                            | PA00084824    | Inscrit        | 1938           | weitere Bilder |
| Wohnhaus                                                         | Der zweigeschossige Putzbau mit steilem Krüppelwalmdach wurde im 16. Jahrhundert als Haus für einen Stiftsherren errichtet. Das Renaissance-Portal zeigt noch spätgotische Anklänge. Zwei kannelierte Pilaster tragen ein Gebälk mit Lünettenfenster. Darauf sitzt ein kleiner Dreiecksgiebel. Das Gebäude wurde über einem weit aus der Erde ragenden Kellergeschoss errichtet. Auf der Rückseite wurde dem Haus ein kleiner Treppenturm zur Seite gestellt. | 1 rue du Général Koenig (Lage)                            | PA00084825    | Inscrit        | 1934           | weitere Bilder |
| Wohnhaus („Edelmanshof“)                                         | Das Wohngebäude wurde 1599 aus rotem Sandstein errichtet. Das zur Straße sehr hoch wirkende giebelständige Gebäude wurde über einem Erdgeschoss aus Stein in Fachwerkbauweise errichtet. In der Giebelfassade sitzt eine Auslucht. Auf der Längsseite zum Hof tritt die Fassade zurück. Dort sitzt im Obergeschoss eine hölzerne Galerie mit Balustrade, die von drei Rundsäulen getragen wird. Im Portal des Treppenturms mit Fachwerkgiebel findet sich die Jahreszahl 1605 und der Name Jacob Cun. | 6 impasse Léopold (Lage)                                  | PA00084826    | Inscrit        | 1934           | weitere Bilder |
| Wohnhaus („Edelmanshof“)                                         | Der zweigeschossige Putzbau mit Eckquaderung wurde in seiner heutigen Form im 16. Jahrhundert erbaut, doch das Gebäude ist vermutlich älter, wie die gotische Tür mit Dreipassbogen beweist. | 8 impasse Leopold (Lage)                                  | PA00084827    | Inscrit        | 1934           | weitere Bilder |
| Grabmal des Generals Clarke                                      | Das 1818 für den französischen General Henri Clarke d’Hunebourg auf dem katholischen Friedhof errichtete Grabmal besteht aus einem hohen Marmorsockel, auf dem eine Rundsäule ruht. Darauf steht eine Vase mit Lorbeerkranz. Der Socke zeigt ein Relief mit dem Konterfei des Generals, sein Wappen, sowie zwei Inschriften (Titel und Funktion und eine kurze Hommage). Auf dem Sockel sitzen Bogengiebel und Akroterien. | Faubourg du Maréchal Clarke, auf dem Friedhof (Lage)      | PA00084828    | Classé         | 1948           | weitere Bilder |
| Brunnen                                                          | Der Brunnen im Innenhof des „Edelmanshofs“ wurde Ende des 16. oder Anfang des 17. Jahrhunderts errichtet. Die runde Brunnenbrüstung aus rotem Sandstein sitzt zwischen zwei rechteckigen Säulen mit Renaissance-Dekor. Das Joch war ursprünglich aus Stein, heute tragen die Säulen einen Holzsturz. Die Ornamente der Säulen zeigen Blattwerk sowie Medaillons mit Rosetten. | Impasse Léopold (Lage)                                    | PA00084829    | Inscrit        | 1934           | weitere Bilder |

## Liste der Objekte
| Bezeichnung                                    | Beschreibung                                                                                 | Standort                                                                   | Kennzeichnung | Schutzstatus | Datum     | Bild           |
| ---------------------------------------------- | -------------------------------------------------------------------------------------------- | -------------------------------------------------------------------------- | ------------- | ------------ | --------- | -------------- |
| Glöckchen                                      | Bronze, 1327                                                                                 | in der Abteikirche St-Pierre-et-St-Paul (Lage)                             | PM67000630    | Classé       | 1982      |                |
| Skulptur Madonna mit Kind                      | Holz, farbig gefasst und vergoldet, zweite Hälfte des 15. Jahrhunderts                       | in der Abteikirche St-Pierre-et-St-Paul (Lage)                             | PM67000189    | Classé       | 1971      | weitere Bilder |
| Skulptur Petrus                                | Holz, farbig gefasst und vergoldet, um 1480                                                  | in der Abteikirche St-Pierre-et-St-Paul (Lage)                             | PM67000191    | Classé       | 1971      | weitere Bilder |
| Orgel                                          | Ensemble aus PM67000198 und PM67000199                                                       | in der Abteikirche St-Pierre-et-St-Paul (Lage)                             | PM67001060    | Classé       | 1972 1973 | weitere Bilder |
| Orgelprospekt und Emporenbrüstung              | zwischen 1772 und 1778 von Jean-Étienne Malade gebaut                                        | in der Abteikirche St-Pierre-et-St-Paul (Lage)                             | PM67000198    | Classé       | 1972      | weitere Bilder |
| Instrumentalteil der Orgel                     | zwischen 1772 und 1778 von Nicolas Dupont gebaut                                             | in der Abteikirche St-Pierre-et-St-Paul (Lage)                             | PM67000199    | Classé       | 1973      | weitere Bilder |
| Bücherschrank                                  | aus Teilen eines Altars gebaut; Holz, bemalt, erstes Drittel des 18. Jahrhunderts            | in der Abteikirche St-Pierre-et-St-Paul (Lage)                             | PM67001684    | Inscrit      | 1996      |                |
| Reliquienschrein des heiligen Adelphus         | Holz, farbig gefasst und vergoldet, zweite Hälfte des 17. Jahrhunderts                       | in der Abteikirche St-Pierre-et-St-Paul (Lage)                             | PM67000791    | Classé       | 1997      | weitere Bilder |
| Reliquienbüste des heiligen Adelphus           | Holz, farbig gefasst, versilbert und vergoldet, 17. Jahrhundert                              | in der Abteikirche St-Pierre-et-St-Paul (Lage)                             | PM67001685    | Inscrit      | 1996      |                |
| Beichtstuhl                                    | Eichenholz, 18. Jahrhundert                                                                  | in der Abteikirche St-Pierre-et-St-Paul, im südlichen Seitenschiff (Lage)  | PM67001686    | Inscrit      | 1996      |                |
| Beichtstuhl                                    | Eichenholz, 18. Jahrhundert                                                                  | in der Abteikirche St-Pierre-et-St-Paul, im nördlichen Seitenschiff (Lage) | PM67001687    | Inscrit      | 1996      |                |
| Siegelstempel eines Abtes                      | Kupfer und Buchsbaumholz, um 1775                                                            | in der Abteikirche St-Pierre-et-St-Paul (Lage)                             | PM67001688    | Inscrit      | 1996      |                |
| Skulptur Heiliger Adelphus                     | Lindenholz, farbig gefasst und vergoldet, um 1500                                            | in der Abteikirche St-Pierre-et-St-Paul (Lage)                             | PM67001689    | Inscrit      | 1996      |                |
| Skulptur Paulus                                | Holz, farbig gefasst und vergoldet, um 1480                                                  | in der Abteikirche St-Pierre-et-St-Paul (Lage)                             | PM67000192    | Classé       | 1971      | weitere Bilder |
| Skulptur Johannes der Täufer                   | Holz, farbig gefasst und vergoldet, um 1500                                                  | in der Abteikirche St-Pierre-et-St-Paul (Lage)                             | PM67000194    | Classé       | 1971      |                |
| Taufbecken                                     | Sandstein, zweite Hälfte des 12. Jahrhunderts                                                | in der Abteikirche St-Pierre-et-St-Paul (Lage)                             | PM67000196    | Classé       | 1971      | weitere Bilder |
| Chorgestühl und Wandverkleidung                | Eichenholz, zweite Hälfte des 18. Jahrhunderts                                               | in der Abteikirche St-Pierre-et-St-Paul (Lage)                             | PM67000790    | Classé       | 1997      | weitere Bilder |
| Gemälde Anbetung der Hirten                    | Revers: Petrus; Ölfarbe auf Tannenholz, 17. Jahrhundert                                      | in der Abteikirche St-Pierre-et-St-Paul (Lage)                             | PM67001690    | Inscrit      | 1996      |                |
| Vier Wandteppiche: Leben des heiligen Adelphus | Leinen, Seide und Baumwolle, Anfang des 16. Jahrhunderts                                     | in der Abteikirche St-Pierre-et-St-Paul (Lage)                             | PM67000188    | Classé       | 1969      | weitere Bilder |
| Adelphigrab                                    | Sandstein, Ende des 13. Jahrhunderts                                                         | in der Abteikirche St-Pierre-et-St-Paul (Lage)                             | PM67000190    | Classé       | 1971      | weitere Bilder |
| Skulptur Madonna mit Kind                      | Holz, farbig gefasst und vergoldet, um 1430                                                  | in der Abteikirche St-Pierre-et-St-Paul (Lage)                             | PM67000193    | Classé       | 1971      | weitere Bilder |
| Kanzel                                         | Sandstein, 1684                                                                              | in der Abteikirche St-Pierre-et-St-Paul (Lage)                             | PM67000195    | Classé       | 1971      | weitere Bilder |
| Heiliges Grab                                  | Sandstein, 1478                                                                              | in der Abteikirche St-Pierre-et-St-Paul (Lage)                             | PM67000197    | Classé       | 1971      | weitere Bilder |
| Gemälde Anbetung der Könige                    | Revers Paulus; Ölfarbe auf Tannenholz, 17. Jahrhundert                                       | in der Abteikirche St-Pierre-et-St-Paul (Lage)                             | PM67001691    | Inscrit      | 1996      |                |
| Glocke                                         | Bronze, zweites Viertel des 15. Jahrhunderts                                                 | in der Kirche St-Adelphe (Lage)                                            | PM67000627    | Classé       | 1982      |                |
| Orgel                                          | 1850 von Stiehr-Mockers gebaut                                                               | in der Kirche St-Adelphe (Lage)                                            | PM67001059    | Classé       | 1978      | weitere Bilder |
| Instrumentalteil der Orgel                     | 1850 von Stiehr-Mockers gebaut                                                               | in der Kirche St-Adelphe (Lage)                                            | PM67000463    | Classé       | 1978      | weitere Bilder |
| Ofen                                           | Modell „Gotischer Kuppelofen“; Gusseisen, erste Hälfte des 19. Jahrhunderts, von De Dietrich | im Rathaus (Lage)                                                          | PM67000926    | Classé       | 2004      |                |
| Ofen                                           | Modell „Elsass-Lothringen“; Gusseisen, Keramik und Kupfer, um 1875                           | im Rathaus (Lage)                                                          | PM67001308    | Inscrit      | 2002      |                |